# 芦花公園
芦花 公園（ろか こうえん）は、日本の小説家。

## 来歴

### 生い立ち
東京都にて生まれた。水木しげる原作のテレビアニメ『ゲゲゲの鬼太郎』をきっかけにホラーに興味を持ち、貴志祐介の小説を手始めにさまざまなホラー小説を読み始める。特に三津田信三の作品を好むとともに、朱雀門出の作品からも影響を受けた。

### 小説家として
ツイッターのフォロワーに勧められ、2018年（平成30年）6月より小説の執筆を始める。過去に読んだ書籍の大半がホラー小説だったことから、自作のジャンルもホラーにしようと決意した。しかし、多忙なため執筆の時間が思うように確保できず、仕事の合間に小説投稿サイト「カクヨム」の投稿画面に直接入力するスタイルで自作を紡いだ。2019年（令和元年）9月、カクヨムより「金のたまご」に選定された。その後、カクヨムに投稿した作品のうちの一篇である「ほねがらみ——某所怪談レポート」が注目され、2020年（令和2年）8月4日から同年8月6日にかけてインターネット上で話題となった。これを受け、同作は『ほねがらみ』として幻冬舎より書籍化され、プロデビューを果たした。さらに、KADOKAWAより『異端の祝祭』を上梓した。

## 人物
趣味は怪談収集、映画鑑賞、および、小説執筆である。

## 著作

### 佐々木事務所シリーズ
- 『異端の祝祭』（KADOKAWA、2021年。ISBN 9784041112304）
- 『漆黒の慕情』（KADOKAWA、2022年2月22日。 ISBN 9784041119853）
- 『聖者の落角』（KADOKAWA、2023年2月24日。ISBN 9784041128077）
- 『無限の回廊』（KADOKAWA、2025年2月25日。ISBN 9784041157688）

### ノンシリーズ
- 『ほねがらみ』（幻冬舎、2021年。ISBN 9784344037410）
- 『とらすの子』（東京創元社、2022年7月29日。 ISBN 9784488028749）
- 『パライソのどん底』（幻冬舎、2023年3月3日。ISBN 9784344040823） / 『楽園〈パライソ〉のどん底』に改題。（幻冬舎文庫、2025年3月6日。ISBN 9784344434622）
- 『食べると死ぬ花』（新潮社、2023年11月1日。 ISBN 9784103552116）[7]
  - 大歳の棺（「おくるひと」『小説新潮2021年8月号』改題改稿）
  - 選択の箱（「ためすひと」yomyom 改題改稿）
  - 帰還の壺（「あたえるひと」『小説新潮2022年8月号』改題改稿）
  - 瞋恚の石（「ただしいひと」yomyom 改題改稿）
  - 黄金の盃（「うみがなぐひと」yomyom 改題改稿）
  - 天賦の才（「たねをまくひと」『小説新潮2023年1月号』改題改稿）
  - 無欠の人（「すべてしるひと」yomyom 改題改稿）
- 『極楽に至る忌門』（KADOKAWA、2024年3月22日。ISBN 9784041143254）
- 『眼下は昏い京王線です』（双葉社、2024年8月28日。ISBN 9784575247602）
- 『みにくいふたり』（実業之日本社、2025年5月2日。ISBN 9784408538778）
- 『ベトベト・メモリー』（講談社、2025年7月17日。ISBN 9784065395202）

### 電子書籍
- 『宇宙の家』（U-NEXT、2023年9月15日）

### アンソロジー
- 『超怖い物件』（講談社文庫、2022年9月15日。ISBN 9784065288429）「終の棲家」
- 『ヴァケーション 異形コレクションLV』（光文社、2023年5月10日。ISBN 9784334795344）「島の幽霊』
- 『てのひら怪談 ずっとトモダチ』（ポプラ社、2023年8月8日。ISBN 9784591178669）「百円おばさん」「死んじゃうよ」「ひと口飲んだらまた遊ぼ」「すくってごらん」「吉野環ちゃんを知っていますか。」
- 『ジャンル特化型 ホラーの扉 八つの恐怖の物語』（河出書房新社、2023年10月26日。ISBN 9784309617596）「終わった町」
- 『乗物綺談 異形コレクションLVI』（光文社、2023年11月14日。ISBN 9784334101206）「カイアファの行かない地獄」
- 『屍者の凱旋 異形コレクションLVII』（光文社、2024年6月11日。ISBN 9784334103415）「ラザロ、起きないで」
- 『堕ちる 最恐の書き下ろしアンソロジー』（KADOKAWA、2024年8月23日。ISBN 9784041140772）「月は空洞地球は平面惑星ニビルのアヌンナキ」
- 『メロディアス 異形コレクションLVIII』（光文社、2024年12月11日。ISBN 9784334105242）「ヨナにクジラはやって来ない」
- 『おとどけものです。あなたに届いた６つの恐怖』（新潮社、2025年7月29日。ISBN 9784101803098）「嚙み砕くもの」

### 雑誌掲載作品
- 単行本未収録『噛み砕くもの』（小説新潮2024年8月号）

### 漫画
- 芦花公園 （原作）・狐面イエリ（作画）『異端の祝祭』KADOKAWA〈MFC〉[8]
  1. 2024年5月23日、ISBN 9784046837301

- 芦花公園 （原作）・芳野嗣（作画）『綺麗な君に殺されたい。』一迅社〈HOWLコミックス〉
  1. 2025年3月14日、ISBN 9784758028721
  2. 2025年8月16日、ISBN 9784758029568

- 芦花公園 （原作）・逆木ルミヲ（作画）『極楽に至る忌門』KADOKAWA〈コミックビーズログ〉[9][10]
  1. 2025年5月30日、ISBN 9784047384583